# Рукавина, Томислав
Томислав Рукавина (хорв. Tomislav Rukavina; род. 14 октября 1974, Осиек, Югославия) — хорватский футболист, защитник, и тренер. В настоящее время главный тренер юношеской сборной Хорватии
Начал профессиональную карьеру, играя за «Осиек». Затем перешёл в «Загреб», где пришёл на большую сцену. Попал в поле зрения «Кроации» и подписал с сильнейшим клубом страны контракт в ходе сезона 1995/96. Игрой за «Кроацию» заслужил приглашение в сборную и дебютировал перед Кубком мира в родном Осиеке в игре против Польши. На финальную часть чемпионата мира всё-таки не отправился. Позднее провёл все 90 минут в матче против Югославии в Загребе.
В составе «Кроации» выступил в Лиге чемпионов, а во внутреннем чемпионате четыре раза стал чемпионом. Затем отправляется в Италию и защищает цвета «Венеции».
После этого возвращается в Хорватию, перейдя в «Хайдук». После двух титулов чемпиона уходит из клуба, а затем завершает карьеру.
Работал тренером в футбольной академии Давора Шукера.
После того, как Крунослав Юрчич возглавил «Динамо», Рукавина стал его помощником.